# Rekviem (Sanctuary – Génrejtek)
A Rekviem (Requiem) a Sanctuary – Génrejtek című kanadai sci-fi-fantasy televíziós sorozat első évadjának kilencedik epizódja.

## Ismertető
|  | Alább a cselekmény részletei következnek! |

Dr. Helen Magnus és Dr. Will Zimmerman a Bermuda-háromszög felé tartanak a Nautilus nevű tengeralattjárón, hogy utánajárjanak egy segélyhívásának, melyről „Sally”, a Menedékben élő sellő számolt be nekik. A vészjel szerint fajtársai veszélyben vannak.
Will a hosszú utat kihasználja, hogy többet tudjon meg Helen múltjáról, és azokról a történelmi személyiségekről kérdezi őt, akikkel élete során találkozott. Mire tengeralattjárójuk a sellő által jelzett koordinátákat eléri, a „vízinépnek” csak maradványait találják. A nyomok alapján Dr. Magnus a nép szinte totális kipusztulására gyanakszik.
Nem sokkal visszafordulásuk után Helen furcsán kezdi érezni magát. Tünetei miatt megállítja a tengeralattjáró emelkedését, majd egészen az eredeti mélységig irányítja vissza. Miután Helen jobban lesz, vérvizsgálatot végez magán, hogy kizárhassa a fertőzéseket, egyéb betegségeket. Kis idő múlva újra szédülni kezd, vérzik az orra, és egyre agresszívabbá válik. 1600 láb mélységben a tünetek ismét elmúlnak, és Dr. Magnus tovább vizsgálja önmagát. Agyában egy mikroszkopikus méretű parazitára bukkan, mely ijesztően gyorsan szaporodik. Ezzel a sellők pusztulásának okára is fény derül. Az ismeretlen parazita az agyuk limbikus rendszerét támadta meg, melyben a félelem, érzelem, düh központja is megtalálható. A parazita negatívan befolyásolta viselkedésüket, a lények egyszerűen széttépték egymást.
Magnus antibiotikumok keverékével próbálkozik, amikor újabb roham éri, és agresszívan kényszeríti Willt, hogy ismét lejjebb süllyedjenek a Nautilusszal. A parazitára a nyugtatók sem hatnak, a felemelkedés pedig Helen agyában helyrehozhatatlan károkat okozna. A tengeralattjáró már eléri a kritikus 2400 lábas mélységet, Will pedig felkészül, hogy akár fegyvert használjon, ha Helenen eluralkodna a parazita által okozott agresszivitás.
A tengeralattjárón meghibásodások sorozata kezdődik, egyre folytatódik a süllyedés, már a víz is betör a helyiségekbe, egy helyen tűz üt ki, ennek ellenére Helen arca időnként úgy tűnik, élvezi a helyzetet. Nem sokkal később leüti Willt, és mire magához tér, Dr. Magnus már nem önmaga. Will képtelen őt lelőni, amikor lehetősége adódna. Utolsó lehetőségként Helent az egyik helyiségbe zárja, ahonnan az oxigént kiereszti, és a halálos mennyiségű szén-dioxid végez vele. Willnek ezután nem sok ideje marad cselekedni, újra kell éleszteni Helent, akinek testéből közben eltávozik a parazita és a fiú felé tart. Folyékony nitrogén segítségével megfagyasztja a parazitát, majd kétségbeesetten próbálja feléleszteni Magnust. Néhány kísérlet után sikerrel jár végül, és a Nautilus hazatérhet.

## Fogadtatás
Az Airlock Alpha szerint az epizód pozitívuma, hogy sok háttér-információhoz juthattunk, és hogy a rész végre nem sötétben játszódott, mint eddig sok jelenetnél tapasztalhattuk. Negatívumként közölte azonban azt, hogy a történet nem kívánt volna egy teljes epizódot, és a végkifejlet is előre látható volt. Curt Wagner a Chicago Now munkatársa szerint a sorozat egyre izgalmasabb, egyre jobban megírt és jobban előadott. Tapping és Dunne is nagyszerű az epizódban, melyet azért készítettek, hogy a nézők is érezhessék, milyen érzés egy tengeralattjáróban csapdába esni. A PopSyndicate.comon azt olvashatjuk, ez a rész nem a nagy költségvetés, vagy a szörnyek miatt volt jó, illetve hogy az előző epizódokhoz képest kevesebb esemény történt, ám mégis nagyszerű volt.

## Érdekességek
Az AXN Sci-Fi csatorna által leadott magyar szinkronos verzióban egy téves fordítás miatt a következő hangzik el, amikor Will régi történelmi személyekről kérdezi Helent, akiket személyesen ismert:

- Jules Verne?

- Egyértelmű, ez a tengeralattjáróm neve.
Azonban az epizód egy jelenetében egy külső felvételen látható, hogy a tengeralattjáró neve Nautilus, illetve egy későbbi párbeszéd során is már Nautilusként említík a járművet.